# Marte Harell
Marte Harell, de son vrai nom Martha Schömig (née le 4 janvier 1907 à Vienne, mort le 12 mars 1996 dans la même ville) est une actrice autrichienne.

## Biographie
Martha Schömig est la fille du maître d'œuvre Rudolf Schömig et de son épouse Emilie Mathilde Passetzky.
Sa carrière d'actrice commence après son mariage avec le réalisateur et producteur de films Karl Hartl le 2 février 1930. Elle est l'élève de Margit von Tolnai au Max Reinhardt Seminar. À trente ans, elle commence au théâtre, au Theater in der Josefstadt. Viennent ensuite plusieurs années dans les théâtres allemands, où on la découvre également par le cinéma.
En tant qu’épouse de Karl Hartl, directeur du film viennois, son entrée dans l’industrie cinématographique lui est facilitée. Son premier rôle est le rôle principal de Nuits de Vienne de Géza von Bolváry. Elle joue presque toujours le type de femme forte qui a déterminé l'action. Elle ne cache que rarement l'accent viennois.
En 1985, elle reçoit un Deutscher Filmpreis d'honneur pour l'ensemble de sa carrière.

## Filmographie
- 1939 : Nuits de Vienne
- 1940 : Histoires viennoises
- 1940 : Ritorno
- 1940 : Musique de rêve
- 1940 : L'Oiseleur
- 1941 : Dreimal Hochzeit
- 1942 : Brüderlein fein
- 1942 : Die heimliche Gräfin
- 1943 : Der dunkle Tag
- 1943 : Les femmes ne sont pas des anges
- 1943 : Tolle Nacht
- 1944 : Romantische Brautfahrt
- 1944 : Schrammeln
- 1944 : Axel an der Himmelstür
- 1945 : Die tolle Susanne
- 1946 : La Chauve-souris
- 1946 : Glaube an mich
- 1947 : Umwege zu dir
- 1948 : Après la tourmente
- 1950 : Erzherzog Johanns große Liebe
- 1951 : La Guerre des valses
- 1952 : Du bist die Rose vom Wörthersee
- 1953 : Liebeskrieg nach Noten
- 1955 : Spionage
- 1955 : Le Congrès s'amuse
- 1958 : Im Prater blüh'n wieder die Bäume
- 1960 : Le Héros de mes rêves
- 1963 : La Fureur d'aimer
- 1964 : Marika, un super show
- 1967 : Services spéciaux, division K
- 1968 : Otto ist auf Frauen scharf
- 1972 : Sie nannten ihn Krambambuli
- 1973 : Abenteuer eines Sommers
- 1973 : Pas de frontières pour l'inspecteur : Discrétion absolue (de) (TV)
- 1973 : Hallo – Hotel Sacher … Portier! (série télévisée, épisode 8: Der Filmstar)
- 1974 : Tatort: Mord im Ministerium (série télévisée)
- 1978 : Das Love-Hotel in Tirol
- 1981 : Der Bockerer